# تعمية مرئية
التعمية المرئية (بالإنجليزية: Visual Encryption)‏ هي التقنية التي تُعمَّى بها المعلومات المرئية (مثل الصور والنصوص)، ويفك تعميتها عبر قراءة شخص ما  بصرياً للرسالة المعماة. وهي من الوسائل التي تم ابتكارها من قبل موني نورو أدي شاميرفي عام 1994. وقاما بتوضيح الفكرة من خلال مثال لتبادل المعلومات السرية حيث تُجزًأ صورة إلى عدد معين من الأجزاء «س» ولا يستطيع فك شيفرتها إلا من يمتلك جميع الأجزاء، وفي حالة وجود شخص يمتلك عدد من الأجزاء أقل من «س»  بجزء واحد – أي «س - 1» – فإنه لا يستطيع استرجاع النسخة الأصلية من الصورة المفككة.
ويمكن توضيح الفكرة من خلال طباعة كل جزئية على شفافية مختلفة. ويتم فك التعمية لتظهر لنا الصورة الأصلية عن طريق تركيب جميع الأجزاء بعضها فوق بعض.
هناك تعميمات عديدة أخرى للتعمية المرئية منها  (k-out-of-n)، وفي حالات معينه، يمكن زيادة كفاءة التعمية المرئية إلى 100٪. وفي كل عام يتم زيادة مساحة التعمية المرئية وبعض عمليات التعمية المرئية السابقة قد نالت  على براءة اختراع منذ العام 1960. كما يمكن استخدامه لحماية القوالب الحيوية مثل بصمة العين التي فك تشفيرها لا يتطلب أي حسابات معقدة.

## مثال توضيحي
في المثال التالي تُقسَّم الصورة إلى قسمين:

توضيح لعملية التعمية المرئية

كل صورة تحتوي على زوج من البكسل (pixels) لكل بكسل  من الصورة الأصلية، وهذه الزوج يلون اما باللون الأبيض أو الأسود بالاعتمد على القاعدة التالية:
- إذا كان لون البكسل الذي في الصورة الأصلية أسود، فتكون البكسل في الصور الجزئية ملونة كالتالي:

الزوج في الجزء الأول يكون ■□ والزوج الثاني □■ وعندما نضع جزئي الصورة فوق بعضها تتداخل
أو تمتزج أزواج البكسل فينتج من امتزاجهالون رمادي داكن ■□ / □■
إذا كان لون البكسل في الصورة الأصلية أبيض، فان زوج البكسل في كلا الصورتين الجزئيتين يجب أن يكونا □■ , أو أن يكون كلاهما ■□ / □■ وعند وضع جزئي الصورة فوق بعضها ينتج من امتزاجها لون رمادي فاتح، لذا عند مزج الصور الجزئية ومن خلال التباين في الوان البكسل نحصل على الصورة الأصلية.

## التعمية المرئية عن طريق مشاركة الأجزاء (2 - ن)
مشاركة سر مع عدد من الأشخاص “ ن ” بحيث يمكن لأي شخصين من المجموعة فك التعمية، في هذا المثال لدينا صورة سرية التي تم تشفيرها إلى عدد «ن» من الأجزاء مطبوعة على ورق شفاف، تبدو هذه الأجزاء عشوائية ولا تحتوي على معلومات قابلة للفك حول الصورة السرية الأصلية، لكن بعد وضع اثنين منها على الأقل فوق بعضها تصبح الصورة السرية قابلة للفك من قبل العين البشرية.
يُرمَّز كل بكسل من  الصورة السرية بعدد من أجزاء البكسل (sub pixels)، في كل صورة (جزء) يتم استخدام مصفوفة  لتحديد لون البكسل
في حالة (2، ن) يتم ترميز البكسل الأبيض في الصورة السرية باستخدام مصفوفة من المجموعة التالية حيث يعطي كل صف نمط (sub pixels) لأحد الأجزاء:
{\displaystyle \mathbf {C_{0}=} {\begin{bmatrix}1&0&...&0\\1&0&...&0\\...\\1&0&...&0\end{bmatrix}}.}
بينما البكسل الاسود في الصورة السرية يتم تشفيره من خلال استخدام المصفوفة التالية:
{\displaystyle \mathbf {C_{1}=} {\begin{bmatrix}1&0&...&0\\0&1&...&0\\...\\0&0&...&1\end{bmatrix}}.}
على سبيل المثال في حالة تجزئة (2,2), يتم تقسيم السرالى جزأين، وكلا الجزئين مطلوب لفك السر، وتُستخدم مصفوفات تكميلية (complementary matrices) لتمثيل البكسل الأسود، أما لتمثيل البكسل الأبيض نستخدم مصفوفات متطابقة، وبعد وضع الأجزاء فوق بعضها فإن جميع الـ (sub pixels) المرتبطة ببكسل اسود تظهر لنا اللون الأسود، في حين أن 50% من الـ (sub pixels) المرتبطة بـ بكسل أبيض ستبقى بيضاء.

## الخداع في التعمية المرئية (2, ن)
اقترح العالم هورنغ طريقة تمكن مجموعة لديهم  (ن-1) من الأجزاء، حيث يعمل المتواطئون على  الاستفادة من معرفة التوزيع الأصلي للبكسل في الأجزاء لتشكيل أجزاء جديدة  ويتم دمجها مع الأجزاء الموجودة لتتشكيل لدينا رسالة سرية جديدة. ونحن نعلم أن جزأين كافيين لفك تشفير الصورة السرية باستخدام النظام البصري البشري، ولكن فحص جزئين يعطي أيضاً بعض المعلومات عن الجزء الثالث (الجزء الناقص).فعلى سبيل المثال، يقوم المشاركين بالخداع بفحص أجزائهم لتحديد متى يكون كلاهما يملك بيكسل أسود، واستخدام تلك المعلومات لتحديد مشارك آخر لديه بيكسل أسود أيضا في ذلك المكان، فبمعرفة مكان تواجد البيكسل الأسود الموجود لدى مجموعة لديهم بعض الأجزاء يسمح لهم بتشكيل جزء جديد والذي سوف يندمج مع أجزائهم لتشكيل رسالة سرية جديدة.

## التعمية المرئية في الثقافة الشعبية
- في مسلسل السجين حلقة (لا تتخلى عني يا عزيزي Do Not Forsake Me Oh My Darling) يستخدم بطل الرواية التعمية المرئية لتراكيب متعددة الشفافية للكشف عن رسالة سرية –وهي موقع  صديقلعالِم ذهب للاختباء.
- في عام1997 يجدالمارشالفينس لاركن (Vince Larkin) في فيلم كوّن اير (Con Air)في الولايات المتحدة  السجين سايرس «الفيروس» خلية غريسوم (Grissom's cell)، كما يجد المارشال فينس رسالة باللغة الإسبانية ومعها صورة «العشاء الأخير» وقد شوِّهت بإزالة عيني الأشخاص الموجودين في الصورة.وعندما وضع المارشالالصورة فوق الرسالة ظهرت الأحرف

(- C-A-R-S-O-N-C-I-T-Y-)التي أظهرتأن السجين «غريسوم» سيتآمر مع سجين آخر في مدينة كارسون.
- Python implementation of Visual Cryptography
- Visual Cryptography on Cipher Machines & Cryptology نسخة محفوظة 23 مايو 2010 على موقع واي باك مشين.
- https://www.youtube.com/watch?v=bb24mBADuG0